# Roques Gires

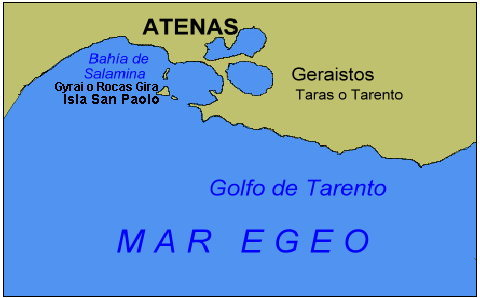
Roques Gires.

Les Roques Gires (grec antic: Γῦραι) són un promontori rocós enfront de la badia de l'illa Salamina al mar Egeu.
En aquest lloc, segons l'Odissea, hi morí Àiax el Petit, fill d'Oileu, rei dels locris. La llegenda explica que el cos sense vida d'Àiax i trident amb el qual Posidó l'havia travessat es van convertir en la roca més alta del promontori.